# (2675) Толкин
(2675) Толкин (англ. 2675 Tolkien, ранее 1982 GB) — каменный астероид семейства Флоры во внутренней части пояса астероидов; оценка диаметра составляет 10 км. Открыт 14 апреля 1982 года британским астрономом Мартином Уоттом на станции Андерсон-Меса в Аризоне, США. Малая планета названа в честь писателя Дж. Р. Р. Толкина.

## Орбита и классификация
Толкин является представителем семейства Флоры, одной из крупнейших групп каменных астероидов в Главном поясе. Объект обращается во внутренней части пояса астероидов на расстоянии 2,0-2,4 а. е. с периодом 3 года 2 месяца (1202 дня). Эксцентриситет орбиты равен 0,10, наклон относительно плоскости эклиптики составляет 3°.

## Физические характеристики
По классификации астероидов SMASS Толкин относится к классу S.

### Период вращения
В феврале 2011 года фотометрические наблюдения астероида Толкин проводились на протяжении 23 ночей. Полученные кривые блеска показали, что астероид вращается крайне медленно и обладает очень большим периодом вращения — 1058 ± 30 часов (44 дня) при амплитуде блеска 0,1 звёздной величины. Обычно астероиды совершают оборот вокруг оси вращения за несколько часов.
Также существует гипотеза о том, что астероид не имеет главной оси вращения (покачивается). Наблюдения проводились в обсерватории Via Capote в Калифорнии (США), в чешской обсерватории Ондржеёв и в частной обсерватории Shed of Science вблизи Миннеаполиса (США).

### Диаметр и альбедо
По данным обзоров, проводимых на телескопах Akari и Wide-field Infrared Survey Explorer, диаметр малой планеты составляет от 9,65 до 10,96 км при альбедо поверхности от 0,205 до 0,213 соответственно, база данных Collaborative Asteroid Lightcurve Link предполагает альбедо равным of 0,24 — как у астероида (8) Флора, крупнейшего представителя своего семейства — что соответствует диаметр 9,85 км при абсолютной звёздной величине 12,2.

## Название
Астероид был назван в честь Джона Роналда Руэла Толкина (1892—1973), английского писателя, филолога, профессора Оксфордского университета. Толкин наиболее известен как автор произведений фэнтези: «Хоббит, или Туда и обратно», «Властелин колец» и «Сильмариллион». Также Толкин интересовался астрономией. Официальное название было опубликовано Центром малых планет 1 декабря 1982 года (M.P.C. 7474).